# Firewatch
Firewatch es un videojuego de aventura y misterio en primera persona desarrollado por Campo Santo y producido por Campo Santo y Panic. Se lanzó en febrero de 2016 para Microsoft Windows, OS X, Linux, PlayStation 4 y Xbox One.
El protagonista es Henry, un vigilante de incendios forestales del Bosque Nacional Shoshone. La historia se sitúa después de los incendios de Yellowstone de 1988. Un mes después de su primer día de trabajo, a Henry y a su supervisora Delilah les empiezan a pasar cosas extrañas, que tienen relación con una misteriosa conspiración de hace años. Henry habla con Delilah mediante un walkie-talkie, habiendo distintas opciones de diálogo entre las que el jugador puede elegir. Su conversación con Delilah informa del proceso por el que se desarrolla su relación.
El juego lo dirigieron Olly Moss y Sean Vanaman. Chris Remo, Jake Rodkin, Moss y Vanaman se encargaron de escribir los diálogos; y la producción corrió a cargo de Gabe McGill y la artista Jane Ng, que también diseñó el entorno del juego, basándose en una sola pintura de Moss. El diseño se inspira en los anuncios del New Deal del Servicio de Parques Nacionales y en las investigaciones de campo del Parque Nacional de Yosemite.
Las críticas recibidas fueron en su mayoría positivas. La historia, los personajes, el diálogo y el estilo visual recibieron elogios, aunque la presencia de problemas técnicos y el final del juego recibieron algunas críticas. Firewatch fue nominado a Mejor Experiencia Visual 3D en los Premios Unity de 2016, Mejor Juego Indie en los Premios Joystick de Oro de 2016, Mejor Narrativa en los Premios de la Selección de Desarrolladores de Juegos de 2017 y Juego de Debut en los Premios de la Academia Británica de 2017. A finales de 2016, se habían vendido más de un millón de copias. Campo Santo y Good Universe están trabajando en una película basada en el juego.

## Trama
En 1989, después del incendio de Yellowstone de 1988, Henry acepta un trabajo como vigilante del Bosque Nacional Shoshone, después de que su esposa Julia desarrollase alzhéimer precoz. En su primer día, su supervisora, Delilah, lo contacta a través del walkie-talkie para pedirle que investigue los fuegos artificiales ilegales de un lago cercano. Allí, ve a chicas adolescentes que están nadando desnudas y que lo llaman «viejo mirón pervertido». En el camino de vuelta, se encuentra una cueva cerrada (Cueva 452), con una figura envuelta y ve que han saqueado su torre de vigilancia. Al día siguiente, Delilah lo envía a una línea de comunicación derribada, donde hay un cable cortado y un mensaje de las chicas. Él y Delilah planean asustarlas, pero Henry se encuentra el campamento abandonado y desgarrado.
Henry encuentra una mochila con cuerdas y una cámara desechable de un chico, Brian Goodwin, al que Delilah explica que es hijo de Ned, un antiguo compañero de vigilancia. Brian se había quedado ilícitamente con su padre, y aunque Delilah lo sabía, lo mantuvo oculto a sus superiores. Un tiempo después, tanto Brian como Ned desaparecieron sin dejar rastro. La trama continúa cuando se informa de la desaparición de las adolescentes del lago. Más tarde, Henry descubre una radio y un portapapeles con transcripciones de sus conversaciones con Delilah, pero alguien lo noquea y la radio y el portapapeles desaparecen. Henry irrumpe en una zona de investigación del Gobierno, donde descubre equipos de vigilancia e informes mecanografiados que detallan las vidas y las conversaciones de él y de Delilah. Tras coger un dispositivo de seguimiento, se va del lugar. Mientras retrocede, se da cuenta de que la zona de investigación acaba de incendiarse. Más tarde, con el dispositivo de rastreo, encuentra una mochila con las llaves de la Cueva 452 (por la que se pasa el primer día del juego). Delilah ve a alguien en la torre de Henry y cree que es él. Henry encuentra un walkman con conversaciones incriminatorias de él y Delilah conspirando para quemar el complejo.
Henry entra en la cueva y alguien lo encierra. Escapa por otra salida y descubre el sitio que Brian usó para escapar de su padre. Al entrar más en profundidad en la cueva con el equipo de escalada del campamento de Brian, descubre el cadáver del chico amontonado bajo las rocas. Delilah, que está molesta, se culpa por permitir que Brian se quedase. Al día siguiente, se producen dos incendios que crecen incontrolablemente, por lo que todos los vigilantes reciben una orden de evacuación urgente. Henry se prepara para irse, pero el dispositivo de rastreo empieza a sonar. Henry sigue la señal del dispositivo y llega hasta una cinta de casete de Ned, donde este dice que Brian murió por su inexperiencia escalando.
No queriendo volver a la sociedad, Ned admite vivir en el parque. Le aconseja a Henry que no lo siga y admite haber estado escuchando las conversaciones entre Delilah y él para entretenerse después de haberse quedado sin libros. Henry encuentra el campamento de Ned con artículos de las torres de vigilancia, del campamento de investigación y de las adolescentes, que Delilah confirma que aparecieron sanas y salvas. El campo del Gobierno estudiaba la vida silvestre, con Ned usando un equipo de radio para disuadir a Henry. Delilah le cuenta a Henry que un helicóptero de rescate lo espera en el Mirador de Thorofare (Torre de Delilah), así que va para allí, pero se encuentra con que Delilah ha desaparecido después de haberse subido a otro helicóptero. Usando el equipo de radio, consigue contactarla una vez más y le pregunta cuándo la verá de nuevo, a lo que ella le responde que vuelva con su esposa, por lo que Henry sube a un helicóptero para ir de vuelta a casa.